# Палым (Беляевское сельское поселение)
Палым — деревня в Игринском районе Удмуртии, входит в муниципальное образование «Беляевское». 

## География
Располагается на реке Палым в 600 метрах от её устья.

## Население
| 1891 | 2008 | 2010 | 2012 |
| ---- | ---- | ---- | ---- |
| 116  | ↘20  | ↗21  | ↘20  |